# Kamčatka
 Ovo je glavno značenje pojma Kamčatka. Za druga značenja pogledajte Kamčatka (razdvojba).
Poluotok Kamčatka (rus. полуостров Камчатка, poluostrov Kamčatka) je 1250 kilometara dug poluotok na ruskom dalekom istoku. Površina poluotoka je 472 300 km². Leži između Tihog oceana na istoku i Ohotskog mora na zapadu.
Neposredno ispred samog poluotoka je 10 500 metara duboka Kurilsko-kamčatska brazda.
Poluotok Kamčatka, Komandorski otoci i otok Karaginski zajedno čine Kamčatski kraj, administrativnu jedinicu Ruske Federacije. Kamčatka je slabo naseljena. Većina od 402 500 stanovnika su Rusi, a značajna manjina su Korjaci, kojih ima oko 13 000. Više od polovice stanovništva (198 028 živi i gradu Petropavlovsk-Kamčatski) i obližnjem mjestu Jelizovo (41 533).
Na Kamčatki se nalaze vulkani Kamčatke, uvršteni na UNESCO-ov popis svjetske baštine.
Kamčatka prima oko 2700 mm padalina godišnje. Ljeta su umjereno hladna, a zime su olujne.

## Geografija
Politički, poluotok pripada kamčatskom kraju. Južni rt poluotoka se naziva Lopatka. Kružni zaljev na sjeveru, na tihooceanskoj strani je zaljev Avača, gdje je i glavni grad - Petropavlovsk-Kamčatski. Sjeverno, na pacifičkoj strani, poluotoci su redom Šipunski, Kronotski, Kamčatski i Ozernoj.
Sjeverno od Ozernoga je veliki zaljev Karaginski s otokom. Kralježnicu poluotoka čini Središnje gorje. Uz južnu obalu je gorje Vostočni ili Istočno gorje. Između ova dva lanca je središnja dolina. 
Rijeka Kamčatka izvire sjeverozapadno od mjesta Avača, teče sjeverno niz središnju dolinu, skreće na istok pored mjesta Ključi, te se ulijeva u Tihi ocean južno od poluotoka Kamčatski, kod mjesta Ust-Kamčatsk. 
U 19. stoljeću je postojao put na zapad koji je započinjao u blizini Ključija, preko planina, do rijeke Tegil i grada na zapadnoj obali koji je bio centar trgovine. Sjeverno od Tegila je zemlja Korjaka, koja je tada opisana kao pusta ravnica prekrivena snijegom.
Južno od rijeke Kamčatke, rijeka Bistraja zaokreće prema jugozapadu i utiče u Ohotsko more kod mjesta Boljšereck.
Glavne ceste na poluotoku su Boljšereck - Petropavlovsk, te još jedna koja od ove ceste vodi kroz središnju dolinu, do grada Ust-Kamčatsk. Ovom cestom prometuje i autobusna linija, a sjeverni dio ceste je dosta lošije kvalitete. Osim ove dvije ceste, promet se uglavnom odvija malim avionima, helikopterima, vozilima s pogonom na sva 4 kotača i vojnim vozilima.
Ključevska Sopka je izolirana grupa vulkana zapadno od rta Kamčatski, jugoistočno od krivine koju čini rijeka Kamčatka. Zapadno od rta Kronocki je biološki rezervat Kronocki i Dolina gejzira. Na južnom vrhu je Utočište za divlje životinje Južna Kamčatka i Kurilsko jezero. Još je nekoliko zaštićenih područja: Palana se nalazi u korjačkom području, na sjeverozapadnoj obali, a Tiličiki je na pacifičkoj obali.

## Vulkani
Rijeku Kamčatku i središnju dolinu kojom ona teče natkriljuju veliki vulkanski pojasevi s oko 160 vulkana, od kojih su 29 aktivni.
Poluotok je gusto posut vulkanima i vulkanskim pojavama, a 19 aktivnih vulkana su uključeni u 6 lokacija pod zaštitom UNESCO-a.
Najviši vulkan je Ključevska Sopka (4,750 m), najveći aktivni vulkan na sjevernoj polutci, dok je najupečatljiviji Kronocki, čiji je stožac gotovo savršenog oblika i što ga po nekima čini možda najljepšim vulkanom na svijetu. Nešto dostupniji su 3 vulkana koji se vide iz grada Petropavlovsk-Kamčatskija: Korjakski, Avačinski i Kozelski. U središtu Kamčatke je poznata Dolina gejzira, koja je dijelom uništena ogromnim lavinama blata u lipnju 2007.
Zahvaljujući Kurilsko-kamčatskoj brazdi, duboki seizmički događaji i cunamiji su česti. Par iznimno jakih potresa, poznatih pod imenom Potresi na Kamčatki, dogodili su se 16. listopada 1737. i 4. studenog 1952. ispred obale Kamčatke. Magnituda ovih potresa bila je ~9.3, odnosno 8.2 Ms. Niz plićih potresa dogodio se i relativno nedavno, u travnju 2006.

## Kopnena flora
Kamčatka obiluje biljnim resursima. Promjenjiva klima stvara uvjete za različite klimatske zone, gdje su tundra i muskeg dominantni, a značajni su i trave, grmovito cvijeće i šume bora, breze, johe i vrbe. Široki raspon biljnih vrsta podržava jednako raznovrsni životinjski svijet.

## Kopnena i vodena fauna
Kamčatka je bogata florom i faunom. Ovo je posljedica cijelog pojasa klima, od umjerene do subarktičke, raznolike topografije i geografije, mnogih rijeka, te malobrojnoj ljudskoj populaciji i niskom stupnju razvoja iste. Blizina tundre, koja ovdje doseže najdalje na jug, također ima pozitivan utjecaj. No, bez obzira na zabačenost ovog kraja, komercijalna eksploatacija morskih resursa i duga povijest lova na krznene životinje negativno je utjecala na nekoliko vrsta.
Od kopnenih sisavaca, Kamčatka je svakako najpoznatija po vrlo brojnoj populaciji smeđih medvjeda. Procjenjuje se u Rezervatu prirode Kronocki ima 3 do 4 jedinke na 100 kvadratnih kilometara. Druge značajne životinjske vrste su mesožderi: vukovi, arktičke i druge lisice, risevi, gorske kune, samuri, nekoliko vrsta lasica, hermelin i europska vidra; nekoliko velikih kopitara, kao što su muflon, sob i sob, te glodavci/Leporidae, uključujući kuniće, svisce, leminge i nekoliko vrsta vjeverica. Bjelopleći bjelorepani, jedan od najvećih orlova, se gnijezdi na poluotoku, kao i suri orao i norveški sokol. 
Kamčatka je područje s vjerojatno najviše vrsta lososa na svijetu, ako se računa i 6 vrsta anadromnih pacifičkih lososa (Oncorhynchus tshawytscha, Oncorhynchus keta, Oncorhynchus kisutch, Oncorhynchus masou, Oncorhynchus gorbuscha i Oncorhynchus nerka).
Biolozi procjenjuju da se između šestine i četvrtine svih pacifičkih lososa mrijesti na Kamčatki. Kurilsko jezero se smatra najvećim mrijestilištem vrste Oncorhynchus nerka u  Euroaziji. Kao odgovor na krivolov i smanjivanje broja lososa, područje od oko 24000 km2 uzduž 9 najvažnijih rijeka za losose je proglašeno prirodnim rezervatima.
Mnogo vrsta iz porodice Gasterosteidae, posebno vrste Gasterosteus aculeatus i Pungitius pungitius, mogu se naći i u boćatim vodama, a vjerojatno su prisutni i u tekućicama.
Vrste kitova koje posjećuju ovo područje i Ohotsko more su: orka, dallijeva i obalna pliskavica, kit grbavac, ulješura i kit perajar.
Rjeđe se nalaze sivi kitovi (istočna populacija), kritički ugroženi pacifički glatki kit i grenlandski glatki kit, kljunasti kitovi i patuljasti kitovi. Plavi kit se ljeti hrani uz obali Kamčatke.
Od perajara, uz obalu poluotoka se najčešće sreću stellerov morski lav, sjeverni morski medvjed, pjegavi tuljan i obični tuljan. Nešto sjevernije, na pacifičkoj obali se mogu sresti morževi i brkati tuljani, a prugasti tuljan se razmnožava u zaljevu Karaginski. Morske vidre se pretežno mogu naći uz južni dio poluotoka.
Od morskih ptica, prisutni su burnjaci, njorke (vrste uria alge i uria lomvia), galebovi iz roda Rissa, žutokljuni tupik (Fratercula corniculata) i ćubasti tupik (Fratercula cirrhata), nekoliko vrsta kormorana i druge vrste. Tipično za sjeverna mora, i morska fauna je vrlo bogata. Od komercijalno važnih vrsta, najznačajniji su rak paralithodes camtschaticus, jakovska kapica, lignje, ribe iz roda pollachius i gadus, haringa, iverak i nekoliko vrsta iz reda Pleuronectiformes.

## Povijest i istraživanje
Moskovska Rusija proglasila je ovaj teritorij svojim u 17. stoljeću. Ivan Kamčatij, Semjon Dežnjev, kozak Ivan Rubec i drugi ruski istraživači poduzeli su niz ekspedicija u ovo područje za vrijeme vladanja cara Alekseja, i vratili se s pričama o zemlji vatre, bogate ribom i krznom. 
1697. godine, Vladimir Atlasov, osnivač grada Anadyra, poveo je grupu od 65 Kozaka i 60 Jukagira u istraživanje poluotoka. Izgradio je dvije utvrde uz Rijeku Kamčatku, koje su kasnije postale mjesta trgovanja krznom. Od 1704. do 1706., osnovali su dvije kozačke kolonije, Vjerhnje- (gornji) and Nižnje- (donji) Kamčatskij. Daleko od očiju Rusa, Kozaci su nemilosrdno vladali nad autohtonim narodom Kamčadal. 
Ekscesi su bili takvi da je Sjeverozapadna Administracija u Jakutsku poslala Atlasova s ovlastima (i topovima) da ponovno uspostavi autoritet središnje vlasti, no za to je bilo prekasno. Lokalni su Kozaci imali previše vlasti u svojim rukama, pa je 1711. Atlasov ubijen. Nakon toga, Kozaci su Kamčatkom vladali uz minimalni utjecaj iz Jakutska.
Do 1713., oko 500 Kozaka je živjelo u ovom području. Pobune su bile česte, a posljednja se dogodila 1731., kada je napadnuto naselje Nižnjekamčatskij. Stanovnici su masakrirani, a naselje je sravnjeno sa zemljom. Preostali Kozaci su se pregrupirali, nabavili puške i topove, te slomili pobunu.
Tek je Druga ekspedicija na Kamčatku, vođena danskim istraživačem Vitusom Beringom, uz pomoć Ruske mornarice, započela sa stvarnim otvaranjem Kamčatke, što se može zahvaliti činjenici da je Ruska vlada počela koristiti ovo područje za izgon. 
Godine 1755., Stjepan Krašenjinjikov je objavio prvi detaljan opis poluotoka, Svjedočenja iz zemlje Kamčatke. Ruska je vlada poticala trgovačke aktivnosti Rusko-američke kompanije na način da je davala zemlju novopridošlicama na poluotok. Do 1812., broj domorodaca je pao ispod 3,200, dok je broj Rusa porastao na 2,500.
Godine 1854., Francuska i Ujedinjeno Kraljevstvo, koji su s Rusima bili u Krimskom ratu, napali su Petropavlovsk-Kamčatski. Tijekom Opsade Petropavlovska, 988 ljudi sa samo 68 pušaka je uspjelo obraniti utvrdu od 6 brodova s 206 pušaka i 2,540 francuskih i britanskih vojnika. Unatoč herojskoj obrani, Petropavlovsk je, nakon povlačenja anglo-francuskih snaga, napušten iz strateških razloga. Iduće godine, kada je neprijatelj ponovno napao, u utvrdi nije bilo nikoga. Frustrirani napadači su bombardirali grad i povukli se.
Sljedećih 50 godina na Kamčatki je bilo mnogo mirnije. Vojna pomorska luka je premještena u Ust-Amur, a Aljaska je 1867. prodana SAD-u, pa je Petropavlovsk prestao biti tranzitna točka za trgovce i istraživače na putu prema američkim teritorijima. Godine 1860., osnovana je Primorskaja Oblast, a Kamčatka je postavljena pod njenu jurisdikciju. Godine 1875., Kurili su pridruženi Japanu, u zamjenu za Ruski suverenitet nad otokom Sahalinom. Broj Rusa na Kamčatki se zadržao na razini od oko 2,500 sve do kraja 19. stoljeća, dok se broj domorodaca povećao na 5,000. 
Drugi svjetski rat jedva je dotakao Kamčatku, a jedina je iznimka to što je Kamčatka poslužila kao baza za invaziju Kurila krajem 1945. Nakon rata, Kamčatka je proglašena vojnom zonom. Kamčatka je sve do 1989. imala status zatvorenog grada za Ruse, a za strance do 1990.

## Vanjske poveznice
- (rus.) Commander Islands  Arhivirana inačica izvorne stranice od 9. veljače 2011. (Wayback Machine)
- (rus.) Photos of Kamchatka[neaktivna poveznica]
- (engl.) "A Tale of Two Airplanes" by Kingdon R. "King" Hawes, Lt Col, USAF (Ret.)
- (engl.) Google maps of Kamchatka
- (engl.) Volcanoes of Kamchatka at Natural Heritage Protection Fund
- (engl.) Kamchatka – Land of Fire and Ice: Light & Shadow documentary film
- (engl.) Kamchatka Map and Guide. 1st izdanje. EWP. 2003. ISBN 0906227747
- (engl.) Nechayev picture gallery